# 戈亚兰达加特乌帕齐拉
戈亚兰达加特乌帕齐拉 (英语: Goalandaghat Upazila) 是孟加拉国达卡专区拉杰巴里县的一个乌帕齐拉。

## 地理
戈亞蘭達加位於23°44′00″N 89°45′40″E / 23.7333°N 89.7611°E。其區域內部有15,694戶家庭，總面積為149.03 平方公里。